# George Panu
Pour les articles homonymes, voir Panu.
 (octobre 2018).
Si vous disposez d'ouvrages ou d'articles de référence ou si vous connaissez des sites web de qualité traitant du thème abordé ici, merci de compléter l'article en donnant les références utiles à sa vérifiabilité et en les liant à la section « Notes et références ».
George Panu (en roumain : Gheorghe Panu, né le 3 mars 1848 à Iași (Moldavie) et mort le 6 novembre 1910 à Bucarest (Roumanie), est un mémorialiste, critique littéraire, journaliste, avocat et politicien roumain.